# Alekséi Danílov
Alekséi Ilich Danílov (en ruso: Алексе́й Ильи́ч Дани́лов; Mosino, Imperio ruso, 26 de enero de 1897-Moscú, Unión Soviética, 23 de junio de 1981) fue un oficial militar soviético que combatió durante la Segunda Guerra Mundial en las filas del Ejército Rojo, donde alcanzó el grado militar de teniente general (1943). Además, fue jefe de Estado Mayor y comandante de varios ejércitos durante la guerra.

## Biografía

### Infancia y juventud
Alekséi Danílov nació el 26 de enero de 1897 en Mosino, una pequeña localidad rural situada en la gobernación de Vladímir —entonces parte del Imperio ruso, actualmente ubicada en el óblast de Vladímir en Rusia— Egresó de una escuela rural, en 1915 aprobó el examen de maestro rural como alumno externo.
En mayo de 1916 fue movilizado e inscrito en el Ejército Imperial Ruso como soldado raso en el 214.º Regimiento de Fusileros de Reserva. En junio de 1917 se graduó en la Escuela Militar Alexander, y luego fue ascendido a suboficial e inscrito como oficial subalterno en el 82.º Regimiento de Reserva. A finales de julio de ese mismo año, fue transferido como oficial subalterno al 219.º Regimiento de Fusileros Kotelnichesky de la 55.ª División de Fusileros del 35.º Cuerpo de Ejército, que luchó en el Frente Noroeste durante la Primera Guerra Mundial. A finales de diciembre del mismo año fue desmovilizado y regresó a Vladímir donde vivió aproximadamente un año y trabajó en el comité de alimentos del condado.
En enero de 1919, fue reclutado por el Ejército Rojo. Al principio se desempeñó como comandante de una compañía del 3er Batallón Independiente del noroeste de la Guardia de Embarque del Distrito Militar Occidental, en agosto de 1919 fue nombrado secretario de la Checa de transportes de Gómel. Luego fue enviado a la ciudad de Yámburg donde ocupó el puesto de comandante de una compañía del Regimiento Territorial de Moscú. Desde agosto de 1920 estuvo al mando de un destacamento expedicionario del cuartel general del 7.º Ejército.
En febrero de 1921, asumió el puesto de comandante de una compañía del 498.º Regimiento de Fusileros de la 5.ª División de Fusileros, luego comandó una compañía en el 169.º Batallón Independiente de la Checa para la protección de las fronteras en Pskov. Más tarde estuvo al mando de una compañía, dirigió una escuela de regimiento en el 168.º Regimiento de Fusileros de la 56.ª División de Fusileros y comandó un batallón. Durante la guerra civil, participó con estas unidades en combates en los Estados Bálticos y en el Frente Occidental.

### Periodo de entreguerras
Entre octubre de 1923 y agosto de 1924 estudió en la Escuela Superior de Táctica y Fusileros del Estado Mayor del Ejército Rojo. En 1931, después de graduarse en la Academia Militar del Ejército Rojo Frunze, fue nombrado jefe de la Primera Sección del cuartel general de la 29.ª División de Fusileros.
En abril de 1936, fue asignado como jefe al Primer Departamento del cuartel general del 5.º Cuerpo de Fusileros del Distrito Militar de Bielorrusia, entre julio de 1937 y noviembre de 1938, fungió como Jefe de Estado Mayor de la 81.ª División de Fusileros. Se graduó en los cursos de formación avanzada para oficiales superiores en la Academia del Estado Mayor General del Ejército Rojo en 1939 y en septiembre de ese mismo año, fue nombrado Jefe de Estado Mayor del 49.º Cuerpo de Fusileros del Distrito Militar Especial de Kiev (KOVO). En septiembre de 1939, participó en la invasión soviética de Polonia, también tomo parte en la Guerra de Invierno contra Finlandia (1939-1940) como jefe del departamento operativo del cuartel general del Frente Noroeste. Después de la guerra regresó a su antiguo puesto en el 49.º Cuerpo de Fusileros, en el que participó en la ocupación de Besarabia y el norte de Bucovina (junio-julio de 1940). En junio obtuvo el grado de mayor general y en julio del mismo año fue nombrado subcomandante de las tropas de defensa aérea del Distrito Militar Especial de Kiev.

### Segunda Guerra Mundial
En junio de 1941, al inicio de la invasión alemana de la Unión Soviética, el mayor general Danílov se encontraba al mando del departamento de defensa aérea del Frente Sudoeste. En septiembre de 1941, asumió el puesto de Jefe de Estado Mayor del 21.º Ejército del mismo frente, en dicho puesto organizó la retirada de sus tropas soviéticas cercadas cerca de la ciudad de Priluki, y en mayo de 1942 participó en la batalla de Járkov. En junio de 1942, fue nombrado comandante del 21.º Ejército del Frente de Stalingrado (El 28 de septiembre de 1942 fue renombrado como Frente del Don), cuyas unidades militares tenían la misión de defender la margen izquierda del río Don en el área de las localidades de Kletskaya y Serafimóvich. Bajo su mando, las unidades del 21.º Ejército combatieron contra la ofensiva estratégica de verano alemana de 1942 en el Cáucaso (operación Azul) y en la batalla de Stalingrado. En noviembre de 1942, ocupó el puesto de Jefe de Estado Mayor del 5.º Ejército de Tanques como parte del recién formado Frente Sudoeste, que participó en la operación Urano.

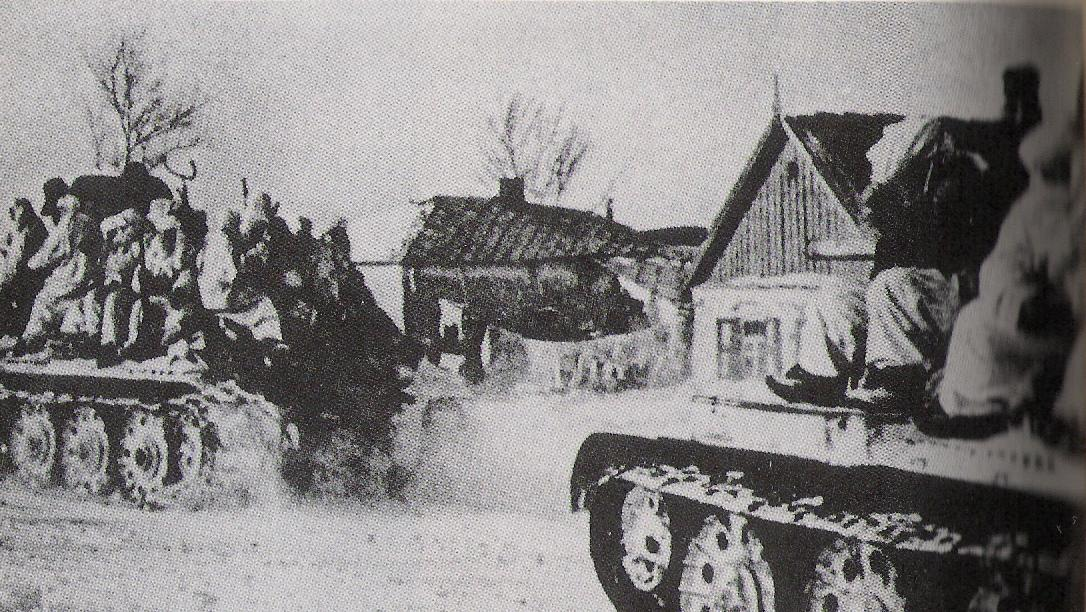
Tropas acorazadas soviéticas avanzan a través de una aldea durante la operación Urano

Desde el 20 de abril de 1943, ocupó el puesto de jefe de Estado Mayor del 12.º Ejército del Frente Sudoeste (en septiembre de 1943 el frente fue renombrado como Tercer Frente Ucraniano), formado sobre la base del 5.º Ejército de Tanques, que constituía la reserva del frente. Durante la operación ofensiva del Donbás, las tropas del ejército bajo su mando, derrotaron las formaciones del 1.er Ejército Panzer, liberaron la ciudad de Pavlogrado y, en cooperación con la 25.ª División de Fusileros de la Guardia del 6.º Ejército, la ciudad de Sinélnikove, llegó al río Dniéper al norte de la ciudad de Zaporiyia, parte de sus fuerzas cruzaron el río y comenzaron una batalla por el asentamiento de Voiskovoe. Posteriormente, las tropas bajo su mando cruzaron el río Dniéper y capturaron la ciudad de Zaporiyia. En noviembre de 1943, después de la disolución del 12.º Ejército, fue nombrado comandante del 17.º Ejército del Frente Transbaikal, estacionado en el territorio de la República Popular de Mongolia a lo largo de la frontera con el régimen títere de Mengjiang y Manchukuo y con la misión de defender la Transbaikalia soviética.

#### Ofensiva de Manchuria

Avance de las tropas soviéticas durante la Operación Tormenta de Agosto, el 17.º Ejército de Danílov está al oeste

Entre agosto y septiembre de 1945, durante la invasión soviética de Manchuria, el 17.º Ejército de Danílov fue asignado al Frente Transbaikal (al mando del mariscal Rodión Malinovski). En la noche del 9 de agosto de 1945, sin preparación artillera previa ni apoyo aéreo, con el fin de aprovechar el factor sorpresa, el 17.º Ejército inició el ataque. Al final del día, las principales unidades del ejército habían avanzado unos cincuenta kilómetros, y al final del día, unas 70 millas, con lo que alcanzó a la zona del lago Tabun-Nur. En el tercer día de la Operación Ofensiva Jingan-Mukden, en cooperación con el Grupo de Caballería Mecanizada soviético-mongol (comandante Issá Plíyev), el 17.º Ejército se acercó a las estribaciones del suroeste de las montañas Gran Jingan. En los últimos días de la operación, el ejército superó con éxito la cada vez menor oposición japonesa y rechazó los contraataques en el área de Linxi. A finales del 14 de agosto de 1945, capturó el área de Dabanshan - Tszinpen. El 16 de agosto, capturó Udanchen. A finales de agosto de 1945, junto con el grupo de caballería mecanizada de las fuerzas principales del frente, el 17.º Ejército llegó al área de Lingyuan, y una de las divisiones del ejército alcanzó la costa de la bahía de Liaodong, cerca de la ciudad de Shanhaiguan (actual Qinhuangdao). En la misma zona, el 31 de agosto de 1945, con la rendición de Japón el 17.º Ejército puso fin a las operaciones de combate.

### Posguerra
Después de la guerra, continuó al mando del 17.º Ejército hasta agosto de 1946, luego asumió el mando del 2.º Cuerpo de Fusileros de Jingán como parte del Distrito Militar Transbaikal-Amur. En marzo de 1948, después de graduarse en los Cursos superiores de la Academia Militar del Estado Mayor de las Fuerzas Armadas de la URSS, fue nombrado director de estos cursos. Puesto que ocupó hasta diciembre de 1951, cuando fue nombrado subcomandante del Distrito Militar de Transcaucasia. En febrero de 1955, fue enviado a Corea del Norte como Asesor Militar Jefe del Ejército Popular de Corea. Desde junio de 1957 trabajó en la Décima Dirección del Estado Mayor General inicialmente como subjefe de la Dirección y posteriormente como jefe de la dirección Este, después, en mayo de 1963, asumió el puesto de Inspector General para los países del Este.
En marzo de 1968 se retiró del servicio activo en el ejército y fijó su residencia en Moscú, donde murió el 23 de junio de 1981.

## Promociones
- Mayor (1935)
- Coronel (17 de febrero de 1938)
- Kombrig (1 de febrero de 1940)
- Mayor general (4 de junio de 1940)
- Teniente general (27 de octubre de 1943).[3]

## Condecoraciones
A lo largo de su carrera militar, Alekséi Danílov recibió las siguientes condecoraciones:
Unión Soviética
|  | Orden de Lenin, dos veces (1 de abril de 1943 y 21 de febrero de 1945)                                                                                    |
|  | Orden de la Revolución de Octubre |
|  | Orden de la Bandera Roja, cinco veces (21 de marzo de 1940, 27 de diciembre de 1941, 3 de noviembre de 1944, 20 de junio de 1949 y 22 de febrero de 1968) |
|  | Orden de Suvórov de 1.er grado, dos veces (19 de marzo de 1944 y 8 de septiembre de 1945)                                                                 |
|  | Orden de Bohdán Jmelnitski de 1.er grado (26 de octubre de 1943)                                                                                          |
|  | Medalla por la Defensa de Stalingrado (22 de diciembre de 1942)                                                                                           |
|  | Medalla por la Victoria sobre Alemania en la Gran Guerra Patria 1941-1945 (9 de mayo de 1945)                                                             |
|  | Medalla por la Victoria sobre Japón (30 de septiembre de 1945)                                                                                            |
|  | Medalla Conmemorativa por el Centenario del Natalicio de Lenin «Al valor militar»                                                                         |
|  | Medalla Conmemorativa del 20.º Aniversario de la Victoria en la Gran Guerra Patria de 1941-1945 (1965)                                                    |
|  | Medalla Conmemorativa del 30.º Aniversario de la Victoria en la Gran Guerra Patria de 1941-1945 (1975)                                                    |
|  | Medalla de Veterano de las Fuerzas Armadas de la URSS |
|  | Medalla del 20.º Aniversario del Ejército Rojo de Obreros y Campesinos                                                                                    |
|  | Medalla del 30.º Aniversario de las Fuerzas Armadas de la URSS                                                                                            |
|  | Medalla del 40.º Aniversario de las Fuerzas Armadas de la URSS                                                                                            |
|  | Medalla del 50.º Aniversario de las Fuerzas Armadas de la URSS                                                                                            |
|  | Medalla del 60.º Aniversario de las Fuerzas Armadas de la URSS                                                                                            |

Otros países
|  | Orden de la Bandera Nacional de 1.er grado (Corea del Norte) |
|  | Orden de la Bandera Roja (Mongolia)                          |
|  | Medalla por la Victoria sobre Japón (Mongolia)               |